# Sandstorm: Pirate Wars
Sandstorm: Pirate Wars est un jeu vidéo d'action développé par Ubisoft Barcelona et édité par Ubisoft pour Android et iOS.

## Système de jeu
Deux modes de jeu sont inclus : le mode histoire et le mode sable. Dans le mode histoire, l'objectif est d'éliminer d'autres navires en cours de route et de récupérer des ressources chaque fois que possible en voyageant entre les zones. Le mode sable présente des batailles joueur contre joueur avec matchmaking en ligne. Il y a une base, où le joueur peut mettre à niveau ou personnaliser le croiseur, avant d'aller sur une carte. Pendant le voyage, des événements surviendront, notamment des explorations de ruines, l'aide à des civils ou des menaces de la part des ennemis.
Chaque type d'attaque a ses propres propriétés, ce qui oblige à diversifier la configuration pour être le plus efficace possible contre les rivaux. Pendant ce temps, la défense est installée dans le fond du navire avec des objets qui peuvent envoyer des leurres ou des boucliers qui réduiront les dégâts entrants.